# Tlapacoyan kommun
Tlapacoyan är en kommun i Mexiko.   Den ligger i delstaten Veracruz, i den sydöstra delen av landet, 210 km öster om huvudstaden Mexico City.
Följande samhällen finns i Tlapacoyan:
- Tlapacoyan
- San Pedro Tlapacoyan
- Eytepéquez
- Luis Echeverría
- Congregación Hidalgo
- Ixtacuaco
- Santa Cruz
- La Reforma
- Pochotitán
- Buena Vista
- Colonia Filipinas
- Plan de Hidalgo
- Francisco I. Madero
- El Mezclero
- Cosmiquiloyan
- La Granja
- Frijolares